# Trey Peaks
I Trey Peaks sono un gruppo di tre picchi rocciosi, il più alto dei quali si eleva fino a 1.180 m. Si trovano a ovest del Ghiacciaio Blaiklock, 2 miglia nautiche (4 km) a nord del Monte Homard, nella parte occidentale della Catena di Shackleton, nella Terra di Coats in Antartide.
Furono mappati per la prima volta da parte della Commonwealth Trans-Antarctic Expedition (CTAE) nel 1957 e ricevettero questa denominazione descrittiva in quanto il termine "trey" viene usato in lingua inglese per indicare il numero tre nel gioco dei dadi e delle carte.